# Nephodia cucula
Nephodia cucula là một loài bướm đêm trong họ Geometridae.